# Vol de nuit (film, 1933)
Pour les articles homonymes, voir Vol de nuit (homonymie).
Pour plus de détails, voir Fiche technique et Distribution.
Vol de nuit (Night Flight) est un film américain réalisé par Clarence Brown, sorti en 1933.

## Synopsis
Adaptation du roman de Saint-Exupéry, Vol de nuit.

## Fiche technique
- Titre : Vol de nuit
- Titre original : Night Flight
- Réalisation : Clarence Brown
- Scénario : Oliver H.P. Garrett d'après le roman Vol de nuit de Antoine de Saint-Exupéry
- Production : David O. Selznick
- Société de production : MGM
- Photographie : Elmer Dyer, Charles A. Marshall et Oliver T. Marsh
- Montage : Hal C. Kern
- Musique : Herbert Stothart
- Direction artistique : Cedric Gibbons
- Pays d'origine :  États-Unis
- Format : Noir et blanc - Son : Mono (Western Electric Sound System)
- Genre : Drame
- Durée : 84 minutes
- Date de sortie : 6 octobre 1933 (USA)

## Distribution
- John Barrymore : Rivière
- Helen Hayes : Madame Fabian
- Clark Gable : Jules
- Lionel Barrymore : Robineau
- Robert Montgomery : Auguste Pellerin
- Myrna Loy : La femme du pilote brésilien
- William Gargan : Le pilote brésilien
- C. Henry Gordon : Daudet
- Leslie Fenton : Jules l'opérateur Radio, copilote
- Harry Beresford : Roblet
- Frank Conroy : opérateur radio
- Dorothy Burgess : l'amie de Pellerin
- Irving Pichel : Dr Decosta

Acteurs non crédités
- Ed Brady : opérateur radio
- Otto Hoffman : employé du bureau de l'aéroport